# Straßberg (Bobingen)
Straßberg ist ein Kirchdorf und Ortsteil der Stadt Bobingen im schwäbischen Landkreis Augsburg in Bayern (Deutschland).

## Geographie
Die Kreisstraße A 13 führt von Mickhausen über Waldberg, Reinhartshausen, Straßberg und Bobingen-Siedlung nach Bobingen.

## Geschichte
Nördlich von Straßberg liegt die Abschnittsbefestigung Straßberg neben einem mittelalterlichen Burgstall, dem Burgstall im Viehtrieb, auf der Wertachleite.
Das „Staudendorf“ war bis zum 1. Juli 1972 eine selbstständige Gemeinde im Landkreis Schwabmünchen und wurde im Zuge der Gebietsreform in Bayern in die Stadt Bobingen eingemeindet. Die katholische Pfarrei und Kuratie Heilig Kreuz in Straßberg gehört zum Dekanat Schwabmünchen im Bistum Augsburg.

## Flugzeugunglück
Am 15. September 1964 ereignete sich in der Nähe von Straßberg ein Flugzeugabsturz. An diesem Tag starteten der 30-jährige Oberleutnant Ludger Hölker und Major Walther Sütterlin mit einer Lockheed T-33A vom Militärflugplatz Lechfeld. Nach einer Stunde Flugzeit verlor das Triebwerk an Leistung. Die Piloten lenkten das sinkende Flugzeug über die Farbwerke Hoechst und Straßberg hinweg in einen nahegelegenen Wald, wo beide den Schleudersitz betätigten. Das Flugzeug stürzte anschließend in den Wald und ging in Flammen auf. Sütterlin überlebte weitgehend unverletzt, während Hölker schwer verletzt wurde und wenig später im Krankenhaus Schwabmünchen verstarb.
Für sein selbstloses Handeln, das Straßberg vor einer Katastrophe bewahrte, wurde Hölker posthum mit der Rettungsmedaille am Band geehrt. 2010 erhielt die örtliche Grundschule seinen Namen, ebenso eine Straße nahe der Absturzstelle. Dort erinnert ein Gedenkstein an das Ereignis.

## Schloss Straßberg: Schule und Internat
Im Jahre 1959 eröffnete Alfred Ankele im Schloss Straßberg ein Internat mit Realschule. Es waren ca. 80 Schüler dort untergebracht. Im Herbst 1960 setzte sich Ankele in die DDR ab. Einige Lehrer versuchten die Schule und das Internat noch aufrechtzuerhalten, sind aber aus finanziellen Gründen gescheitert. Viele Eltern hatten auf den Skandal hin, der in der örtlichen Presse ausführlich beschrieben wurde, ihre Kinder abgeholt. Interessant ist, dass 1960 in Verbindung mit dem Lehrerprotest eine Schülervertretung gegründet wurde. Das dürfte auch der erste Schülerstreik in der deutschen Nachkriegszeit gewesen sein.

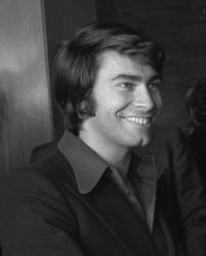
Roy Black

Das Schloss wurde von den Missionaren vom Kostbaren Blut verwaltet. Bis 2008 war das Schloss ein Schulungsort, 2010 wurde es saniert und zu Eigentumswohnungen umgebaut.

## Persönlichkeiten
- Roy Black (bürgerlich Gerhard Höllerich) (* 1943 in Straßberg; † 1991 in Heldenstein), Schlagersänger und Schauspieler
- Philipp Haeuser, Pfarrkurat und Pfarrer in Straßberg von 1911 bis 1946